# Grottes aux vers luisants de Waitomo
Les grottes aux vers luisants de Waitomo (anglais : Waitomo Glowworm Caves) sont un ensemble de grottes du district de Waitomo formant une attraction touristique majeure de l'Île du Nord en Nouvelle-Zélande. Ces grottes sont des grottes calcaires formées pendant l'Oligocène. Les grottes présentent un ensemble de formations calcaire (stalactites, stalagmites...) mais sont surtout réputées pour abriter un grand nombre de vers luisants, de l'espèce Arachnocampa luminosa, qui émettent une lumière bleuâtre dans l'obscurité. Elles sont ouvertes au public et elles reçoivent plus de 450 000 visiteurs par an.

## Localisation
Les grottes de Waitomo sont situées sur l'île du Nord de Nouvelle-Zélande, à 12 km au nord-ouest de Te Kuiti. Elles se situent près du village de Waitomo (district de Waitomo), qui appartient au King Country, lequel relève des gouvernements de deux régions, Waikato et Manawatū-Whanganui.

## Spéléométrie et Description
Les grottes sont composées de 1300 m de grottes et de passages interconnectés, pour un volume total de 4000 m3. Il y a deux entrées, une entrée supérieure et une entrée inférieure, séparées par 14 m de dénivelé et une rivière souterraine au niveau inférieur, qui ressort par l'entrée la plus basse.
L'entrée supérieure mène à une première chambre, puis le passage se divise en deux, un passage de 40 m de long qui conduit à la "Blanket Chambre" et un passage, le "passage principal" qui mesure 39 m de long et qui conduit au "Tomo", un puits qui donne accès aux niveaux inférieurs. Le passage principal mène aussi à la "Chambre du Banquet" puis à "la Cathédrale", où débouche également la "Blanket Chamber".
La Cathédrale est la plus grande chambre des grottes. Elle mesure 40 m de long et 13 m de haut. Un passage part de la Chambre du Banquet et un autre de la Cathédrale et ils se rejoignent ensuite pour mener à la "Tribune d'orgue", une autre grotte qui forme un cul-de-sac. La Cathédrale mène ensuite à la chambre de la Démonstration.
Au dernier niveau, la rivière souterraine traverse la grotte des vers luisants qui mesure 30 m de long environ et 10 m de large. La rivière passe ensuite par un puisard puis parcourt environ 180 m avant de sortir des grottes. Le niveau de la rivière peut varier et il arrive que le sol de la Cathédrale soit inondé.
Il fait environ 16-17 °C dans les grottes.

## Géologie
Les grottes de Waitomo sont situées dans une région karstique. L'activité géologique a créé environ 300 grottes de calcaire connues dans la région de Waitomo au cours des 30 derniers millions d'années. Les grottes de Waitomo se sont formées alors que la région était recouverte par l'océan. Le calcaire est composé de restes d'animaux marins fossilisés tels que les coquillages, le corail, les squelettes de poissons et autres organismes marins. Au cours de millions d'années, ces restes fossilisés se sont accumulés et ont été compressés par la stratification pour créer du calcaire. Dans la région de Waitomo, la couche de calcaire atteint 200 m d'épaisseur.
Les mouvements tectoniques ont ensuite plié et déformé cette couche de calcaire jusqu'à ce qu'elle affleure au-dessus du niveau de la mer. L'eau de pluie et les rivières se sont ensuite infiltrées dans les crevasses de la roche exposée à l'air libre, érodant et dissolvant le calcaire pendant des millions d'années jusqu'à former de larges grottes.

Les infiltrations d'eau ont ensuite créé des stalactites, des stalagmites et autres formations géologiques. En effet l'eau en tombant goutte à goutte du plafond ou le long des murs laisse des dépôts calcaires qui grandissent progressivement.

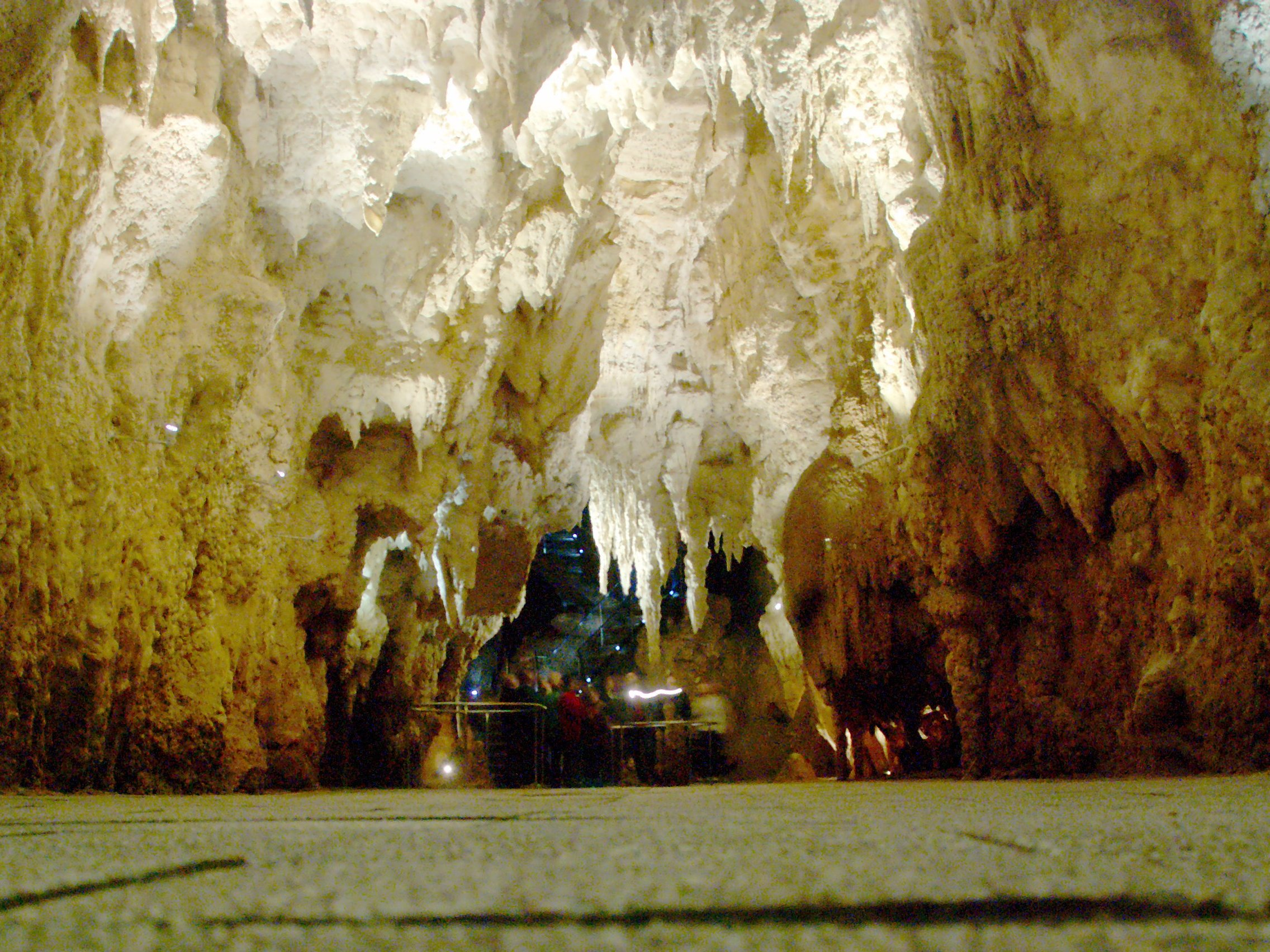
La Cathédrale
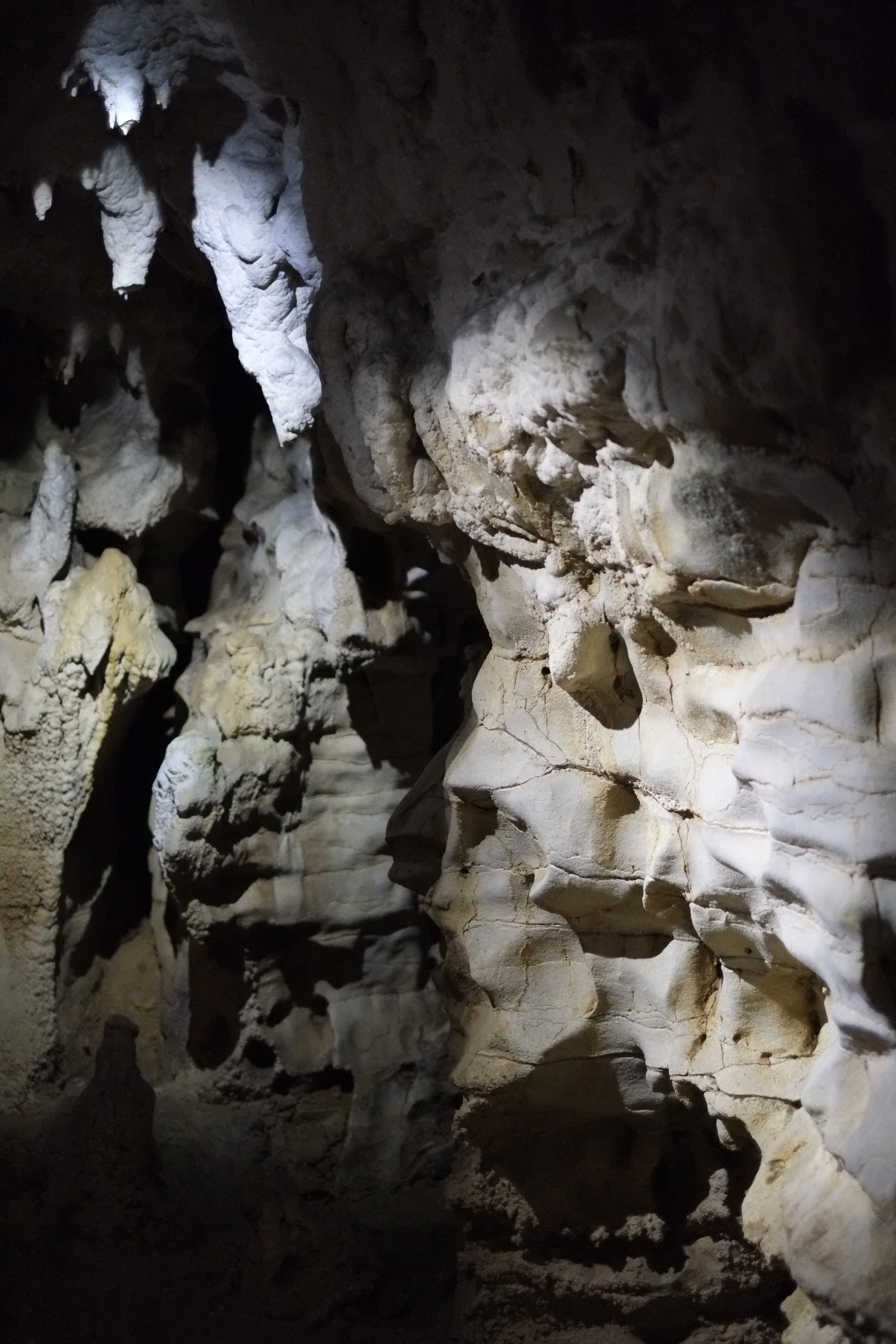
Murs de calcaire

## Faune et flore
Les animaux les plus communs dans ces grottes sont les insectes, tels que les fourmis albinos et les criquets géants. Toutefois l'animal le plus connu de ces grottes est le ver luisant de Nouvelle-Zélande Arachnocampa luminosa, qui s'y reproduit et dont les larves forment de larges colonies.
La larve d'Arachnocampa luminosa  émet une lumière bleu-verdâtre grâce à un appareil lumineux formé par les tubes de Malpighi modifiés, auquel s'adjoint un réflecteur trachéen. Les nymphes et les imagos sont également luminescents, mais plus faiblement. Les larves, prédatrices, dévorent principalement de petits moucherons de la famille des Chironomidae qui, attirés par la lumière, se prennent dans des filaments-pêcheurs pouvant atteindre 50 cm de long.
Les vers luisants sont présents essentiellement dans la grotte de la Démonstration et dans la grotte des vers luisants, au niveau le plus bas des grottes, là où passe la rivière souterraine.

Les ruisseaux et étendues d'eau douce des grottes abritent également l'anguille de Nouvelle-Zélande, tandis que les murs sont couverts de champignons appartenant notamment au genre Pleurotus. On trouve aussi des végétaux autotrophes (algues, mousses, fougères) installés près des lumières artificielles.

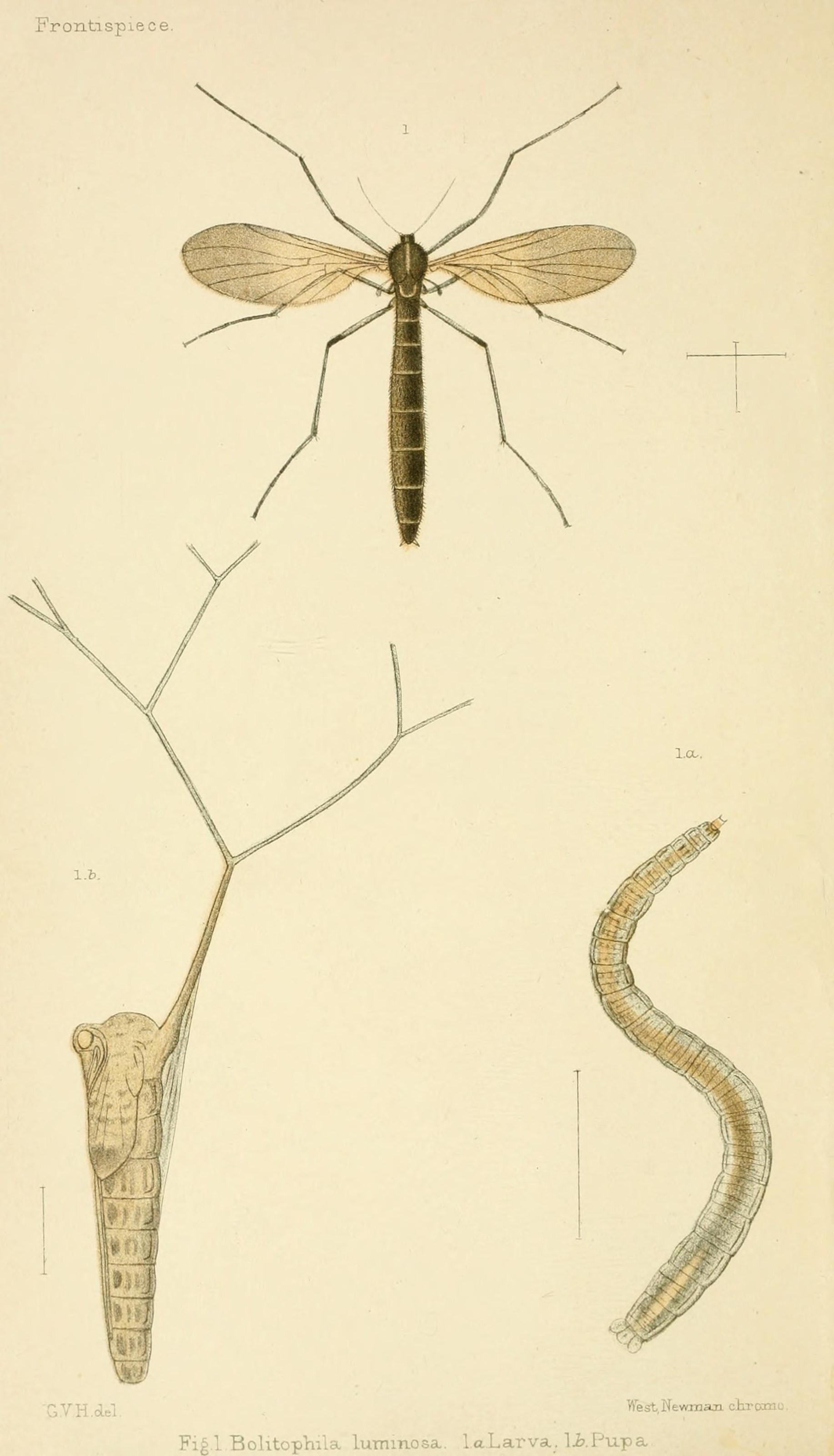
Arachnocampa Luminosa (imago, nymphe et larves)
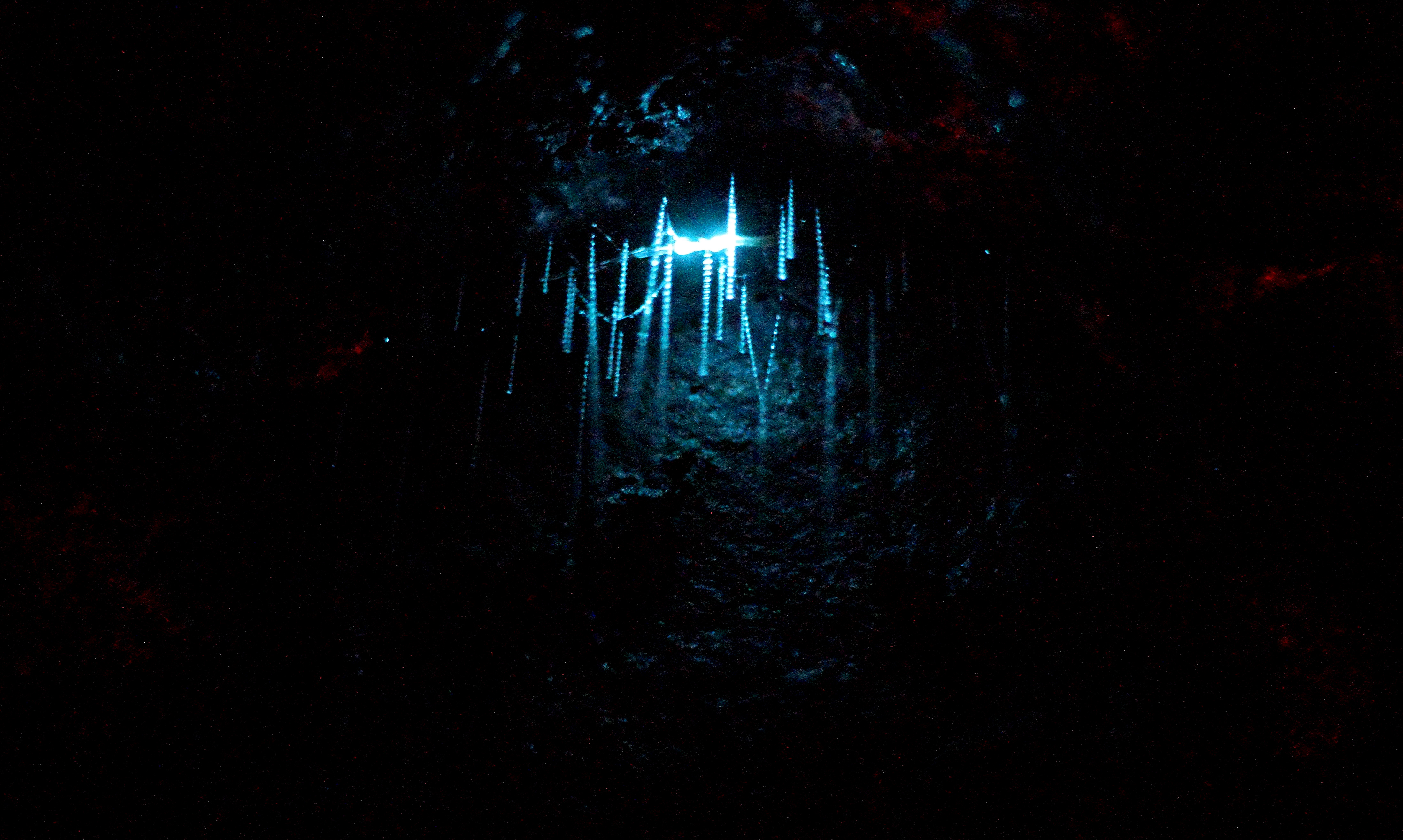
Filaments produits par les larves de vers luisants
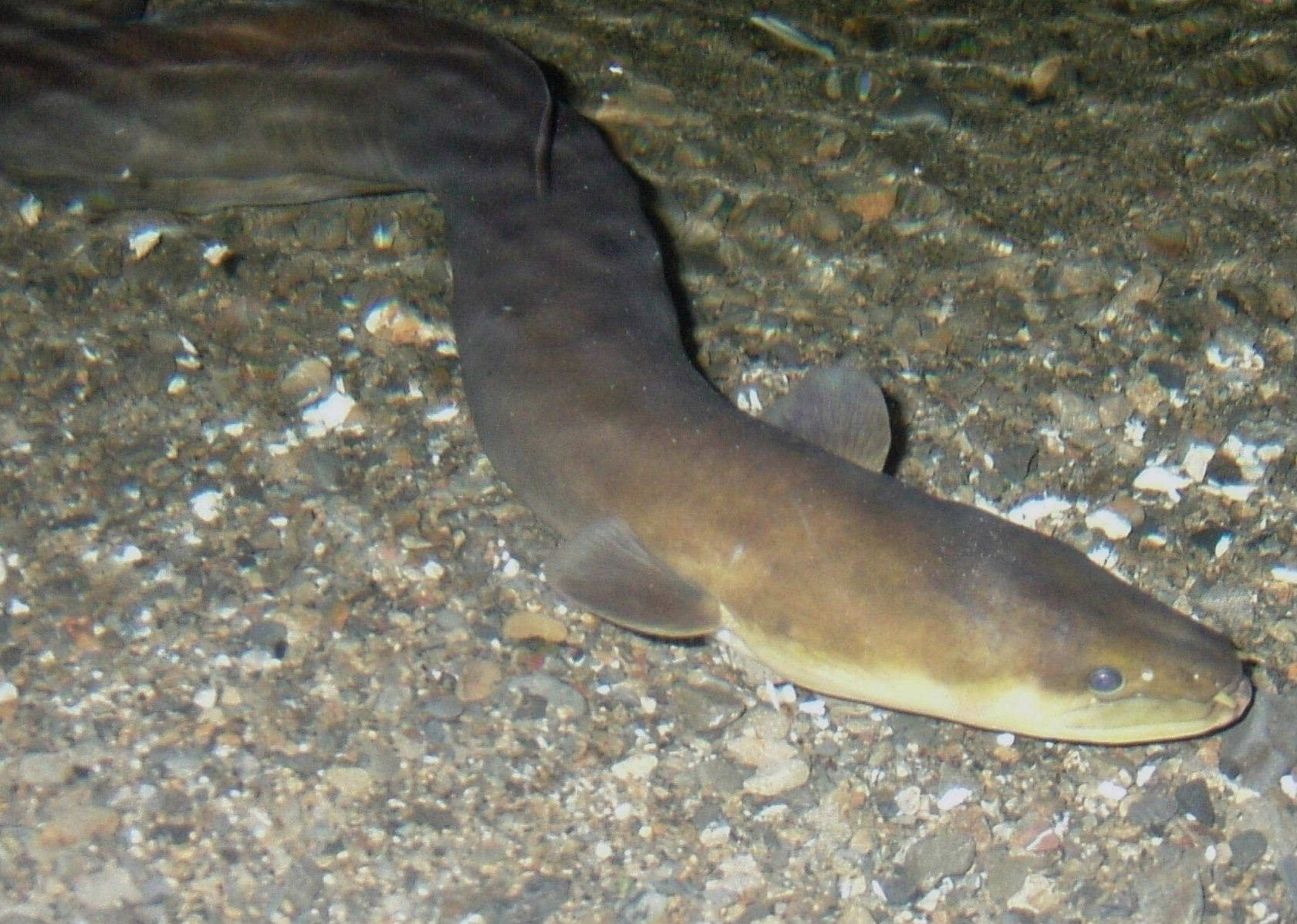
Anguille de Nouvelle-Zélande

## Histoire humaine

### Début de l'exploitation commerciale
Le mot « Waitomo » vient de la langue maori, Wai signifiant « eau » et Tomo signifie « doline » ; il peut ainsi être traduit par « l'eau passant par un trou ». L'existence des grottes était déjà connue des habitants de la région lorsqu'elles furent explorées en 1884 par deux arpenteurs, Laurence Cussen et Fred Mace, accompagnés d'un maori de la région, Tane Tinoreau. Tane et Fred Mace explorèrent les grottes de manière plus extensive en 1887 et 1888. Tane découvrit indépendamment l'entrée supérieure des grottes, qui sert maintenant d'entrée habituelle.
En 1889 Tane Tinoreau et son épouse Huti ouvrirent les grottes aux visiteurs et proposèrent des visites contre un peu d'argent. Environ 500 touristes visitèrent les grottes les deux premières années.
Le gouvernement néo-zélandais chercha rapidement à prendre le contrôle des grottes. En 1907 et après des années de négociations infructueuses avec les maoris les grottes furent nationalisées de force en vertu du Scenery Preservation Act de 1903. Les grottes furent alors gérées par le gouvernement néo-zélandais, à travers le Tourist Department,.

### Gestion par le gouvernement néo-zélandais
Jusqu'en 1956 il y eut assez peu d’investissements. Certaines infrastructures furent malgré tout mises en place pour faciliter le séjour des touristes, tels qu'un magasin général et la construction du Government hostel en 1908. L'électricité fut installée dans les grottes en 1926 (auparavant les grottes étaient éclairées à la bougie).
En 1957 les grottes passèrent sous le contrôle de la Tourist Hotel Corporation (THC), une nouvelle chaîne d'hôtels contrôlée par le gouvernement et créée pour encourager le tourisme dans des destinations isolées. La création de cette structure coïncidait avec le développement du tourisme de masse.
En 1970 fut créé un petit musée dédié aux grottes. La gestion de la THC fut de plus en plus critiqué dans les années 1970-1980. En effet les retombées économiques des grottes profitaient peu à la communauté locale et la THC ne faisait rien pour développer d'autres attractions à Waitomo.
Des scientifiques furent engagés pour participer à la gestion des grottes et formèrent le Waitomo Caves Scientific Research Group en 1974. En 1979 la population de vers luisants diminua tellement que les grottes durent rester fermées pendant plus de 4 mois. Cet effondrement fut attribué au remplacement de la porte d'entrée des grottes par une grille, ce qui modifia la ventilation des grottes et perturba l'écologie des vers luisants. Cet événement provoqua la formation du Waitomo Caves Research Committee, chargé de mener des recherches sur l'écosystème des grottes.
En 1987 fut créée une nouvelle attraction, le Black Water Rafting, une descente en rafting de la rivière incluant une traversée de la grotte voisine de Ruakuri, également habitée par des vers luisants. D'autres attractions furent mises en place dans les grottes voisines au cours des années suivantes.

### Privatisation
En 1990  les grottes et le territoire alentour furent rendus aux descendants de Tane Tinoreau et de sa femme Huti par le tribunal de Waitangi. L'État vendit également ses intérêts dans les grottes et l'hôtel. La chaine THC fut vendue à une compagnie privée, la Southern Pacific Hotels Corporation (SPHC), qui signa un contrat avec les propriétaires du terrain en 1994, puis elle fut revendue à la Tourism Holdings Limited en 1996. La communauté locale put profiter davantage du développement du tourisme, créant de nouvelles attractions et activités (canoë, équitation...) en périphérie des grottes aux vers luisants, créant un réseau d'attractions touristiques à Waitomo.
En 1992 est également formé le Waitomo Landcare Group, qui regroupe la communauté locale, les opérateurs de tourisme et d'autres membres. La création du groupe répond à des considérations environnementales et écologiques. Son objectif est de "protéger le système des grottes de Waitomo de la sédimentation et de les mettre en valeur au moyen de pratiques de gestion appropriées et durables" .
Les grottes de Waitomo sont aujourd'hui une attraction touristique populaire de Nouvelle-Zélande.

## Visite
Les grottes et le territoire alentours appartiennent aujourd'hui aux descendants de Tane Tinoreau et de son épouse, tandis que l'opérateur touristique de cette attraction est la Tourism Holdings Limited.
L'entrée est inspirée par l'architecture maori traditionnelle.
Les grottes peuvent être visitées avec un guide. La visite guidée entraine les visiteurs à travers les grottes sur trois niveaux différents reliés par un puits vertical, le Tomo. La visite se termine par un tour en bateau à travers la grotte des vers luisants (the Glowworm Grotto). Une visite dure en moyenne 45 minutes et chaque bateau peut emmener 23 personnes maximum. La visite de la grotte des vers luisants se fait impérativement en silence afin de ne pas déranger la population de vers luisants. Le site comprend également un café et une boutique souvenir.

Il y avait environ 450 000- 500 000 visiteurs annuels en 2012 et environ 2000 personnes par jour. Les grottes aux vers luisants sont l'attraction la plus connue de Waitomo, mais il existe aussi d'autres attractions à proximité tels que les grottes de Ruakuri et d'Aranui et l'attraction de rafting Black Water Rafting. Ces attractions sont proposées en combo avec la visite des grottes aux vers luisants.

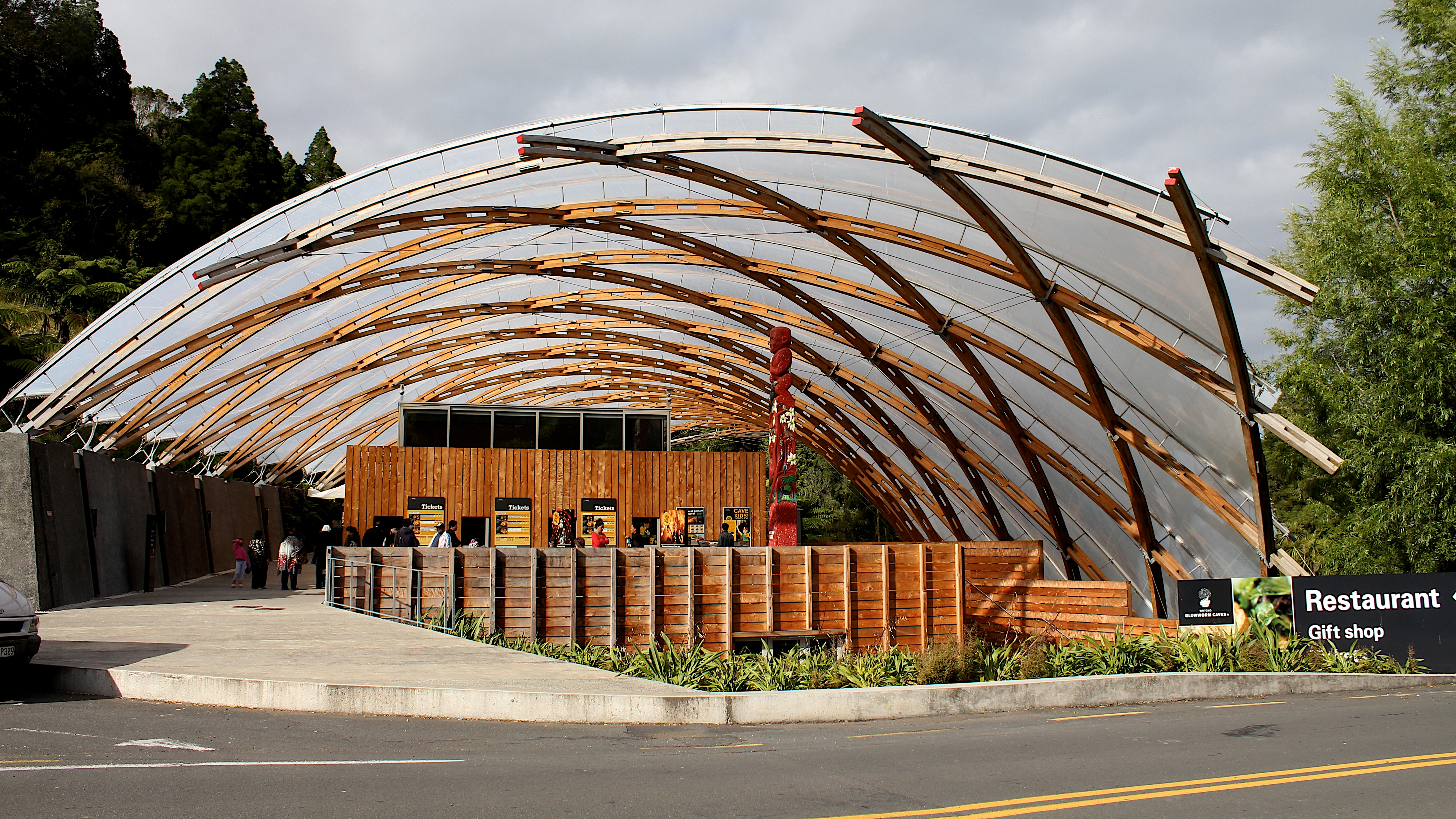
L'entrée des visiteurs en 2012
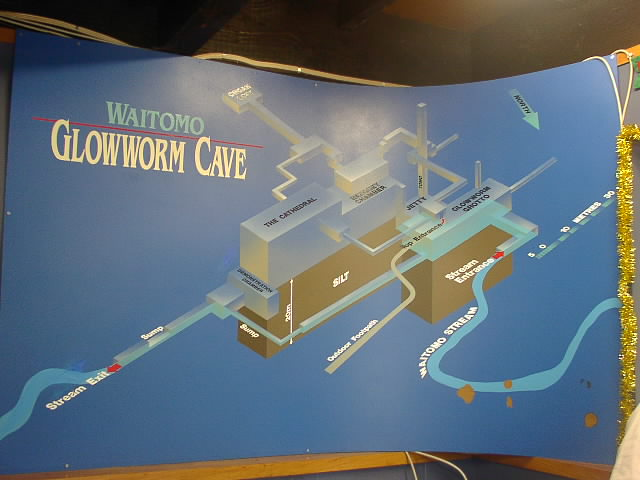
Carte de la grotte à destination des visiteurs, en 2007

## Impact du tourisme sur les grottes
Le tourisme a un impact sur la faune et la flore présente dans la grotte. Ainsi l'installation de nombreuses sources de lumière à l'intérieur de la grotte a permis le développement de végétaux autotrophes tels que les algues, les mousses et les fougères. La présence de ces plantes est problématique car elles assombrissent la roche et génèrent des acides organiques qui avec le temps peuvent éroder les formations calcaires.
Les grottes connaissent des variations climatiques plus importante depuis que la porte de l'entrée supérieure a été remplacée par une grille en 1975. Ces variations sont probablement responsable du fort déclin de la population de vers luisants entre 1975 et 1980. La population de vers luisants s'est néanmoins rétablie après l'installation d'une nouvelle porte d'entrée et une ouverture plus limitée.
Les visiteurs font augmenter la quantité de CO2 dans la grotte, au point d'exposer les formations calcaires à la corrosion. Un système de ventilation permet d'éviter l'accumulation de CO2, mais l'excès de ventilation peut amener dans la grotte un air froid  et sec nuisible pour les vers luisants. Le système de ventilation mis en place consiste à contrôler l'ouverture et la fermeture de la porte de l'entrée supérieure, avec l'aide d'un réseau de capteurs.